# スーズダリ公
スーズダリ公（ロシア語: Князь суздальский）はスーズダリ公国の君主の称号である（「公」はクニャージからの訳出による）。君主号・公国の名は、その首都だったスーズダリによる。

## スーズダリ公の一覧
スーズダリ公（ウラジーミル・スーズダリ大公国期）
- ユーリー・ウラジミロヴィチ - 在位：1125年 - 1149年
- ヴァシリコ・ユーリエヴィチ - 在位：1149年 - 1151年[1]
- ユーリー・ウラジミロヴィチ - 在位：1151年 - 1155年　＊再任

スーズダリ公（分領公国期）
- ユーリー・フセヴォロドヴィチ - 在位：1216年 - 1218年[1]
- ウラジーミル・フセヴォロドヴィチ - 在位：1217年 - 1227年[1]　（スタロドゥープ公と兼任[1]）
- スヴャトスラフ・フセヴォロドヴィチ(ru) - 在位：1238年 - 1252年
- アンドレイ・ヤロスラヴィチ(ru) - 在位：1252年 - 1264年
- ユーリー・アンドレエヴィチ(ru) - 在位：1264年? - 1279年[1]
- ミハイル・アンドレエヴィチ(ru) - 在位：1279年 - 1305年
- ヴァシリー・アンドレエヴィチ - 在位：1305年以降 - 1309年[1]
- アレクサンドル・ヴァシリエヴィチ(ru) - 在位：1309年 - 1332年[1]
- コンスタンチン・ヴァシリエヴィチ(ru) - 在位：1332年 - 1341年[1]
- ドミトリー・コンスタンチノヴィチ(ru) - 在位：1356年 - 1363年[1]
- ボリス・コンスタンチノヴィチ(ru) - 在位：1383年 - 1392年